# Vénérand
Vénérand – miejscowość i gmina we Francji, w regionie Nowa Akwitania, w departamencie Charente-Maritime. Nazwa miejscowości jest równa francuskiemu odpowiednikowi imienia Wenerand.
Według danych na rok 1990 gminę zamieszkiwało 538 osób, a gęstość zaludnienia wynosiła 56 osób/km² (wśród 1467 gmin regionu Poitou-Charentes Vénérand plasuje się na 529. miejscu pod względem liczby ludności, natomiast pod względem powierzchni na miejscu 850.).